# Lchamsürengiin Mjagmarsüren
Lchamsürengiin Mjagmarsüren (mongolisch Лхамсүрэнгийн Мягмарсүрэн, bei der FIDE Lkhamsuren Myagmarsuren; geboren am 17. Februar 1938) ist ein mongolischer Schachmeister, der den Titel eines Internationalen Meisters trägt.
Er hatte internationale Turniererfolge in den 1960er und 1970er Jahren.
Bei der Schacholympiade 1960 in Leipzig erhielt er die Goldmedaille für das beste Ergebnis am vierten Brett (bei 13,5 aus 20 Punkten). Dort gewann er die kürzeste Partie mit 6 Minuten und 6 Zügen, bei der sein Gegner nach einem Fehler mit Figurenverlust aufgab. Insgesamt nahm Mjagmarsüren an zehn Schacholympiaden teil (1960, 1962, 1964, 1966, 1968, 1970, 1972, 1974, 1980, 1982).
Beim Interzonenturnier in Sousse im Jahre 1967 belegte Mjagmarsüren den 20. Rang. Fernerhin war er viermaliger mongolischer Schachmeister (1965, 1980, 1981, 1982). Bei der Seniorenweltmeisterschaft in Halle 2004 belegte er den 22. Platz von insgesamt 205 Teilnehmern.
Mit acht Teilnahmen an der Mannschaftsweltmeisterschaft der Studenten im Schach ist er Rekordteilnehmer dieses Turniers.